# Rachel Leskovac
Rachel Leskovac (Bradford, 5. lipnja 1976.), engleska je pjevačica i filmska, televizijska i kazališna glumica hrvatskog podrijetla.
Poznata je po ulozi medicinske sestre Kelly Yorke u BBC-ijevoj drami Holby City, frizerke Natashe Blakeman u sapunici Coronation Street i odvjetnice Joanne Cardsley u sapunici Hollyoaks.
Rođena je u Bradfordu od majke Engleskinje i oca Hrvata, u kojem je pohađala katolički koledž sv. Josipa, gdje je bila članicom kazališne skupine Scala Kids. Diplomirala je na Institutu za primijenjenu umjetnost u Liverpoolu 1998. godine.
Bila je predložena za Nagradu "Laurence Oliver" Londonskog kazališnog društva.
Ima dvije sestre: mlađu Sophie i stariju Kate.

## Vanjske poveznice
- Rachel Leskovac u internetskoj bazi filmova IMDb-a
- Rachel Leskovac na Twitteru
- Filmografija Rachel Leskovac na fernserien.de